# Korbach
Korbach – miasto powiatowe w Niemczech, w kraju związkowym Hesja, w rejencji Kassel, siedziba powiatu Waldeck-Frankenberg.
Należy do Nowej Hanzy.

## Współpraca
Miejscowości partnerskie:
- Avranches, Francja
- Pyrzyce, Polska
- Vysoké Mýto, Czechy
- Waltershausen, Turyngia